# کارخانه صابون ملایم
کارخانه صابون ملایم یک منطقهٔ مسکونی در ایران است که در دهستان بکش یک واقع شده‌است. کارخانه صابون ملایم ۳۰ نفر جمعیت دارد.